# Fernando Ferreira
Fernando José Almeida Sequeira Ferreira, noto come Fernando Ferreira (Viseu, 20 novembre 1986), è un ex calciatore portoghese, di ruolo centrocampista.

## Carriera
Inizia la carriera nelle serie minori portoghesi, quindi nel 2011 è acquistato dal Belenenses con cui raggiunge la massima serie dopo due stagioni nella seconda serie del campionato (63 presenze). Esordisce dunque in Primeira Liga nella stagione 2013-2014.

## Palmarès

### Club

#### Competizioni nazionali
- Segunda Liga: 1

Belenenses: 2012-2013